# Sindrome da prolasso valvolare mitralico
La sindrome da prolasso valvolare mitralico, chiamata anche sindrome di Barlow o sindrome del click sistolico o sindrome del soffio telesistolico, è una valvulopatia caratterizzata dallo spostamento di una cuspide, anormalmente ispessita, della valvola mitrale nell'atrio sinistro durante la sistole.
Nel 1963 il cardiologo John Brereton Barlow e i suoi collaboratori confermarono, mediante cineangiografia, come certi casi con il click e il soffio fossero dovuti a insufficienza valvolare mitralica. La locuzione «sindrome da prolasso valvolare mitralico» fu coniata da J. Michael Criley nel 1966, per poi essere ripresa da altri autori.
È presente nel 5-10% della popolazione mondiale, generalmente con precisi sintomi ma con basso rischio di complicanze. La sua eziologia può essere di natura degenerativa e abbraccia un ampio spettro di alterazioni infiltrative o displasiche del tessuto mitralico come la fibroelastosi endocardica e la sindrome di Marfan.
Il reperto più comune è il prolasso (ovvero la fuoriuscita di un viscere dalla cavità in cui è contenuto, attraverso un'apertura naturale: in questo caso si tratta di un lembo della valvola, che protrude dal ventricolo nell'atrio sinistro) di uno o più segmenti dovuti ad allungamento e/o rottura delle corde tendinee, o a ridotta coaptazione dei lembi da disfunzione anatomo-funzionale dell'apparato mitralico, situazioni che possono portare a insufficienza della valvola. Nei casi più gravi può esitare in insufficienza mitralica severa, o complicarsi con una endocardite, o condurre sino all'arresto cardiaco, se si innescano aritmie ventricolari maligne.

## Epidemiologia e storia
Nel 1963, John Brereton Barlow descrisse le caratteristiche auscultatorie di 
 Il termine "prolasso della valvola mitrale" è stato coniato dal dott. John Michael Criley nel mese di aprile del 1964 e riscosse tanto successo da essere accettato dalla maggior parte dei cardiologi, rispetto ad altri termini utilizzati per la stessa malattia.
Per molti anni la conoscenza di questa malattia fu scarsa e venne associata a una varietà di segni e sintomi, senza alcuna connessione logica, tra cui dispnea, astenia, angina pectoris e la politelia (più capezzoli). La modifica dei criteri per la diagnosi di prolasso della valvola mitrale con l'utilizzo dell'ecocardiografia ha condotto a un eccesso di inserimento di pazienti in studi epidemiologici e di prevalenza. Studi più recenti, dal 1998 al 2002, confermano che la sovra-diagnosi di prolasso della mitrale dipendeva da metodi diagnostici obsoleti e meno affidabili, come e soprattutto l'ecocardiografia M-mode. Dal 1980 con l'avvento dell'ecocardiografia bidimensionale prima e della tridimensionale dopo, si sono potuti riclassificare diversi sottotipi in relazione ai nuovi criteri.
Fra il 1980 e il 1990 si pensava che tale sindrome colpisse il 5-15% dell'intera popolazione, mentre oggi, dopo la definizione di precisi criteri ecocardiografici di diagnosi, l'incidenza è stata stimata del 3-5% a livello mondiale (negli Stati Uniti d'America è presente nello 0,6-2,4% della popolazione, essendo più comune della valvola aortica bicuspide), anche se il prolasso rimane una delle malattie più diffuse fra le anomalie valvolari. Colpisce entrambi i sessi e non si distinguono differenze in base all'età. Alcuni dati statunitensi, basati sulla prevalenza del prolasso nelle autopsie, darebbero una stima di prevalenza nella popolazione di circa il 7-10%.

## Eziologia
L'apparato valvolare mitralico è una struttura anatomicamente complessa costituita dall'anulus, dai lembi valvolari, dalle corde tendinee, dai muscoli papillari e dalle pareti del ventricolo, dell'atrio e della radice aortica. Le cause più frequenti che comportano alterazioni dell'apparato valvolare fanno riferimento a cause di tipo degenerativo e infiltrative del tessuto mitralico come la fibroelastosi, il morbo di Barlow, la sindrome di Ehlers-Danlos, la sindrome di Marfan e l'osteogenesi imperfetta. Ciò nonostante vengono riconosciute diverse altre patologie che hanno in comune la modifica anatomica patognomonica della sindrome.
Il prolasso valvolare primario talora è associato a una forma famigliare con trasmissione autosomica dominante a penetranza variabile. Alterazioni di tipo genetico correlate al cromosoma 11, 16 e cromosoma 15, sono state associate in special modo al prolasso della valvola con caratteristiche mixomatose; del cromosoma 15 è coinvolto il gene FBN1: fibrillina 1 (legata alla sindrome di Marfan). L'anoressia nervosa è stata associata molto spesso al prolasso, probabilmente correlato alla diminuzione dei diametri cardiaci tipici di questa patologia.
Altri autori ritengono che il prolasso possa risultare da un'embriogenesi difettosa della linea cellulare di origine mesenchimale, così si spiegherebbe l'associazione della valvulopatia con un'aumentata incidenza di malattia di Von Willebrand e di altre coagulopatie.
Qualora il prolasso della valvola fosse l'unica patologia riscontrata nel paziente, la trasformazione mixomatosa delle cuspidi in sostituzione del tessuto connettivo è la causa principale dello sviluppo del prolasso.
Sono state identificate altre cause come nel caso della sindrome dell'X fragile, della sindrome di Marfan, della febbre reumatica, dell'endocardite, della scoliosi e non meno dell'età avanzata che può determinare una calcificazione distrofica dell'anulus con conseguente alterazione della mobilità dei lembi valvolari.

## Patogenesi e anatomia patologica

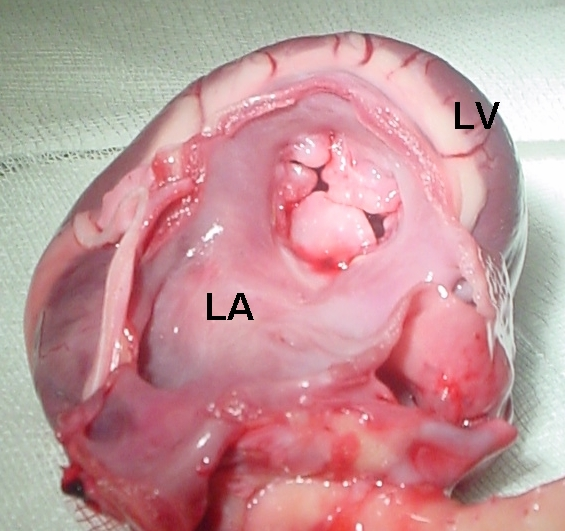
Degenerazione mixomatosa della valvola mitrale di un cane. Si noti la dilatazione e la non coaptazione dei lembi.
LA: atrio sinistro; LV: ventricolo sinistro.

La valvola mitrale è una delle valvole atrioventricolari del cuore, la cui funzione è quella di permettere il passaggio del sangue dall'atrio al ventricolo durante la diastole e di impedirne la risalita dal ventricolo sinistro in atrio sinistro durante la sistole.
Le valvole atrioventricolari comprendono: 
- formazioni fibrose che costituiscono l'anello valvolare;
- i lembi valvolari o cuspidi;
- le corde tendinee con i muscoli papillari.[20]

La valvola mitrale presenta due cuspidi: una, più grande, posta in avanti e medialmente, che corrisponde alla parete anteriore e sinistra del setto, guarda l'orifizio aortico e si chiama cuspide anteriore o aortica; l'altra, più piccola, posta indietro e lateralmente, che corrisponde alla parete posteriore del ventricolo sinistro e si chiama cuspide posteriore. I lembi sono composti da tessuto connettivo, ricco di fibre elastiche e collagene. I due punti in cui i lembi valvolari si uniscono tra loro e all'anulus valvolare sono detti commissure: quest'area può essere identificata mediante l'asse dei corrispondenti muscoli papillari e le corde tendinee commissurali. L'apertura della valvola è circondata, come detto, da un anello fibroso: struttura circonferenziale di tessuto connettivo che delimita l'orifizio della valvola.
Nei pazienti con prolasso della valvola mitrale, nella sua forma classica, si ha un accumulo di proteoglicani e un eccesso di tessuto connettivo che tende a separare le fibre di collagene dello strato fibroso. Ciò è dovuto a un accumulo di dermatan solfato, di glicosaminoglicani o mucopolisaccaridi acidi e non infiltrati infiammatori; l'eccesso di dermatan solfato caratterizza l'ispessimento dei lembi nella degenerazione mixomatosa dei tessuti causando ridondanza, aumento di volume e insufficienza funzionale della cuspide interessata.
Come conseguenza, l'intero apparato valvolare si indebolisce, provocando frequentemente l'allungamento e la rottura delle corde tendinee, specie del lembo posteriore. Questo può divenire un processo cronico, soprattutto nelle donne oltre i 60 anni, e predispone alla calcificazione dell'anello con ipertrofia e insufficienza mitralica.
Altre lesioni più avanzate, spesso interessanti il lembo posteriore, portano a un ispessimento notevole con prolasso severo in atrio sinistro.

### Complicanze
Nella storia della sindrome e sino ai primi anni 1980, si sono proposte delle associazioni tra il prolasso mitralico e una serie di gravi complicanze quali la morte improvvisa e le aritmie cardiache complesse, l'embolia polmonare e cerebrale, l'endocardite, l'insufficienza mitralica severa con scompenso cardiaco. In realtà i singoli casi o le casistiche molto limitate hanno condotto a importanti bias di selezione, per cui spesso il quadro clinico del prolasso mitralico portava a valutazioni non sempre corrette.
Dal 1986 in poi il numero dei pazienti arruolati e il loro follow-up sono cresciuti esponenzialmente e ciò ha permesso di chiarire quali sono i parametri che possono rivestire un significato prognostico in tale valvulopatia: in particolare, essendo una patologia ereditaria, è possibile ottenere informazioni sul rischio clinico di complicanze in modo corretto, in quanto libere dai bias di selezione, potendo valutare i parenti, cioè soggetti non selezionati e riscontrando che in casi asintomatici, il rischio di complicanze è all'incirca un quarto rispetto ai soggetti sintomatici.
È stato tracciato un profilo di rischio clinico, che identifica almeno tre sottogruppi: 
1. sottogruppo ad alto rischio, con incidenza annuale di complicanze di circa il 5%; costituito da pazienti che presentano un'insufficienza mitralica severa;
2. sottogruppo a rischio intermedio, tra l'1 e il 2% per anno, costituito da soggetti di sesso maschile;
3. sottogruppo a basso rischio, < 0,5% per anno, che comprende donne giovani.

L'incidenza di complicanze viene riportata in percentuali variabili dallo 0,3 al 3,7 per 100 pazienti/anno questo perché le differenti storie naturali esprimono differenti caratteristiche nelle popolazioni osservate.
Le complicanze più frequenti sono riportate di seguito:
- rigurgito mitralico: il prolasso è spesso, ma non sempre, accompagnato all'insufficienza valvolare. Le situazioni più gravi sono associate a rigurgiti severi da rottura delle corde tendinee di tipo ischemico e/o degenerativo (sindrome di Marfan)[34], negli altri casi l'insufficienza non è tale da creare problemi emodinamici;
- tromboembolia: non sono molto frequenti, ma furono descritte embolie retiniche in un numero limitato di pazienti[38][39][40], mentre l'ictus embolico è presente in una quota maggiore (sino al 25% dei pazienti affetti da insufficienza valvolare)[41], se accompagnate a comorbidità[42];
- aritmie cardiache: la sintomatologia più frequentemente riferita dai portatori di prolasso è la palpitazione: diversi studi su vaste popolazioni hanno evidenziato una correlazione fra aritmie e presenza di insufficienza mitralica, ma in numero minore se in assenza di tal segno[43]:
  - aritmie atriali: fibrillazione atriale e flutter atriale sono fra le aritmie più frequenti[44], spesso correlate all'età del paziente. Raramente si sono evidenziati disturbi della conduzione cardiaca[45];
  - aritmie ventricolari: sono maggiormente presenti nei pazienti con prolasso valvolare associato a rigurgito mitralico, la quota varia dal 40 al 90%, rispetto alla popolazione di controllo[41]. Si tratta spesso di battiti prematuri (extrasistoli) frequenti, ripetitivi e di tachicardie ventricolari non sostenute[7]. Alcuni studi hanno mostrato una certa correlazione fra morte improvvisa e prolasso valvolare mitralico complicato da severa insufficienza valvolare[46], specie se associato a dei lembi mixomatosi.

## Clinica

### Classificazione

Diagramma di un cuore rovesciato; si osservi la concavità dei lembi che dimostrano il prolasso della valvola.
LV: ventricolo sinistro; LA: atrio sinistro; RV: ventricolo destro; RA: atrio destro.

Il prolasso valvolare mitralico può essere classificato in primitivo (con alterazioni dell'apparato valvolare) e in funzionale (con apparato valvolare normale). In realtà vi sono almeno tre classificazioni, di tre autori diversi: 
- Carpentier nel 1980[9], ne propose una che si basava sulla motilità dei lembi (classificazione chirurgica): tipo I, normale; tipo II, eccessivo; tipo III, restrittivo;
- Barlow nel 1985[47] riportò differenti quadri anatomici: billowing, semplice rigonfiamento e protrusione dei lembi in atrio; prolapse, protrusione sistolica dei lembi valvolari con mancata coaptazione dei bordi e conseguente rigurgito; floppy valve, estrema protrusione di voluminose cuspidi mitraliche associata ad anomalie delle corde tendinee; flail valve, mitrale disancorata in un punto qualsiasi dell'anulus, per rottura di corde tendinee;
- Devereux nel 1987[48] propose la seguente:

1. prolasso classico, quando si ha uno spostamento, sia esso superiore o posteriore, dei lembi mitralici rispetto all'anulus  ≥2 mm se telesistolico, ≥3 mm se olosistolico. Lo spessore della valvola è ≥5 mm;
2. prolasso non classico se lo spessore è <5 mm.

Attualmente la classificazione più accettata e corretta è l'ultima di Devereux, poiché nella sua definizione non inserisce la coaptazione dei lembi e quindi non considera scontata l'insufficienza della valvola, spesso non presente. In effetti il rigurgito va considerato più una complicanza, che un reperto sempre presente.

### Segni e sintomi
L'auscultazione cardiaca permette di individuare in modo semplice e veloce i pazienti affetti da rigurgito mitralico: il segno clinico principale consiste in un click non-espulsivo localizzato in meso-telesistole, dovuto al rapido tendersi delle corde tendinee allungate o al lembo prolassante che raggiunge la sua massima escursione. A volte è seguito da un soffio mesotelesistolico in crescendo-decrescendo.
Importante ai fini diagnostici è la variazione del click rispetto al primo tono cardiaco e della durata del soffio cardiaco in rapporto ad alcune specifiche manovre: tutte le manovre che riducono il volume ventricolare sinistro (ortostatismo, manovra di Valsalva) rendono il click precoce e il soffio più lungo, mentre tutte le manovre che aumentano il volume ventricolare sinistro (accovacciamento, esercizio isometrico intenso) ritardano il click e accorciano il soffio.
Per ragioni non note, i pazienti con prolasso della mitrale tendono ad avere un indice di massa corporea basso e sono più esili. Spesso presente in portatori di sindrome di Ehlers-Danlos, distrofia miotonica di Steinert e sindrome di Marfan, raggiungendo, in quest'ultima sindrome, circa il 90% dei riscontri.
Tra i sintomi, piuttosto variabili, possono essere presenti dolori precordiali atipici, astenia, tachicardia (a volte riferibili ad aritmie) e dispnea. In casi rari sincopi.

### Esami di laboratorio e strumentali
Gli esami più comunemente usati per una corretta diagnosi sono i seguenti:
- elettrocardiogramma: in genere è normale. In alcuni casi si possono individuare delle onde T invertite[55][56], alterazioni del tratto ST[56][57], o prolungamento del QT talora presenti nelle derivazioni inferiori (DII, DIII, aVF)[50][58]. Tali alterazioni sono più frequenti durante esercizio fisico[59];
- ecocardiografia mono- e bidimensionale, è l'esame che può valutare la valvola mitrale in modo diretto e che fornisce informazioni morfologiche sui lembi e sulla loro dinamica di chiusura. Le sezioni ecocardiografiche generalmente utilizzate per la diagnosi di prolasso valvolare mitralico sono l'asse lungo parasternale e le tre camere apicali[56]. In effetti, per la conformazione a sella della valvola, non dovrebbe essere utilizzata la sezione 4 camere apicale, anche se spesso viene valutata comunque[13]. Vengono analizzati i seguenti parametri[7]:
  - la mobilità dei lembi (normale, eccessiva o ridotta);
  - l'apposizione, ovvero la modalità con cui i margini si affrontano;
  - la coaptazione, ovvero la modalità di contatto tra i margini dei lembi;
  - infine, deve essere misurato il diametro dell'anello mitralico, che deve essere rapportato alla lunghezza del lembo anteriore in diastole.

- ecocardiografia transesofagea e la più recente tridimensionale, permettono una valutazione più accurata della valvola, dell'entità e della meccanica dell'eventuale rigurgito associato[60]. In particolare l'eco tridimensionale è particolarmente utile nelle patologie a trattamento chirurgico per la tipologia di immagine che può essere ricostruita[61][62].

Esami meno frequenti, ma talora utilizzati per diagnosi differenziali possono contemplare la radiografia del torace, la scintigrafia miocardica, il cateterismo cardiaco e lo studio elettrofisiologico.

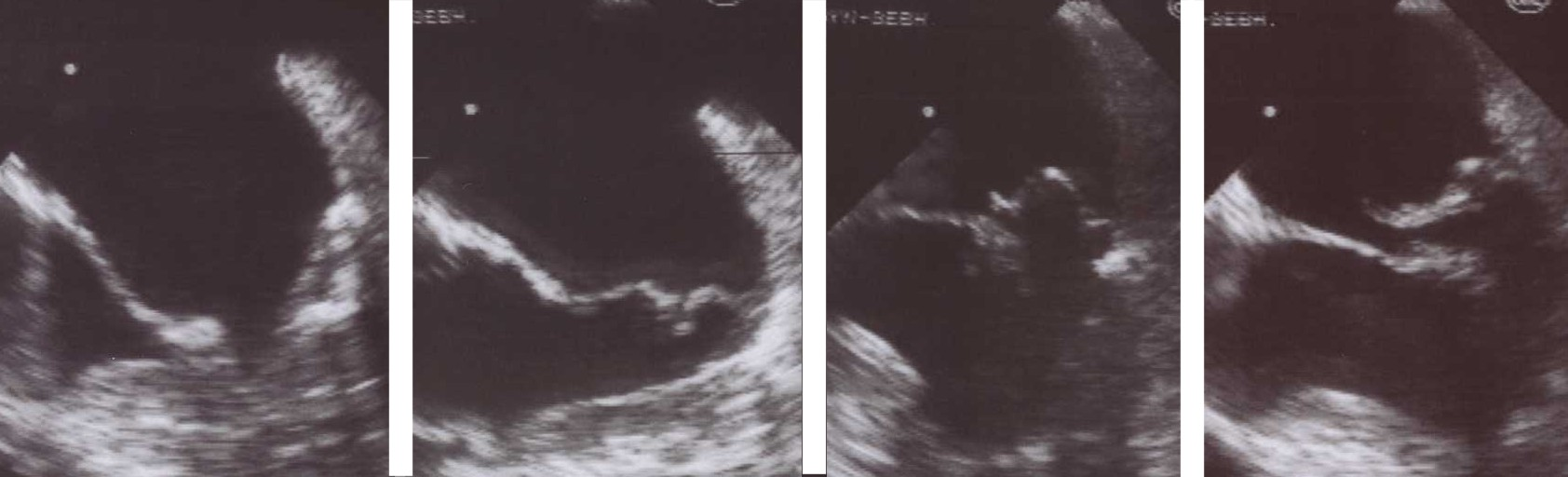
Immagini di ecocardiografia transesofagea con importante prolasso della valvola mitrale, facilmente individuabile nel terzo fotogramma a partire da sinistra

## Trattamento

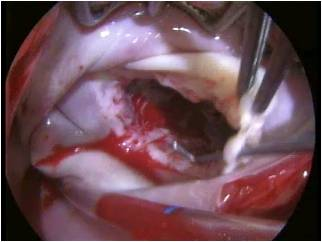
Aspetto chirurgico di un prolasso da rottura di corda tendinea del lembo anteriore mitralico

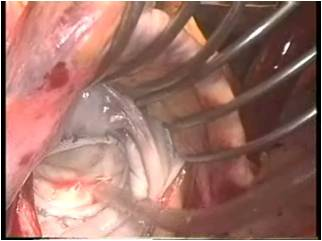
Controllo con soluzione fisiologica del buon risultato dell'intervento di riparazione

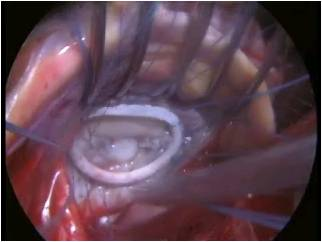
Intervento di riparazione mitralica con posizionamento di anello e corde tendinee artificiali

La maggior parte dei prolassi della valvola mitrale sono asintomatici e difficilmente arriveranno alla terapia chirurgica. In realtà una certa percentuale di pazienti, se è presente il rigurgito valvolare e questo sia moderato, andrà incontro a delle valutazioni cliniche seriate per seguire l'andamento delle alterazioni anatomiche nel tempo e poter definire il timing chirurgico con maggior precisione.
Si possono distinguere almeno tre fasi nel follow-up di tali pazienti:
1. nella prima fase, se è presente solo un piccolo rigonfiamento (billowing) evidenziabile solo all'ecocardiogramma e privo di rumori aggiunti all'auscultazione, non si deve considerare alcuna terapia, né di tipo medico, né di tipo chirurgico;
2. nella seconda fase, qualora comparisse un'insufficienza valvolare da prolasso vero e proprio, entreranno in gioco diversi parametri, i più importanti dei quali sono: il grado di insufficienza e l'influenza di questa sui vasi polmonari a monte che scaricano il sangue in atrio sinistro, il grado di dilatazione dell'atrio e le dimensioni del ventricolo sinistro[65];
3. nella terza fase, qualora il rigurgito fosse severo o vi fosse un flail mitralico da rottura di corde tendinee, si dovrà ricorrere all'intervento in breve tempo.

Non necessariamente un paziente attraversa tutte e tre le fasi, in genere il problema si pone in presenza di rigurgito, che può provocare nel tempo importanti alterazioni anatomiche. Le tecniche attualmente si orientano sulla terapia chirurgica mini invasiva e sulla ricostruzione della valvola piuttosto che l'impianto di protesi valvolare cardiaca.
Nelle riparazioni della mitrale con severo prolasso da degenerazione mixomatosa e no, vengono sempre più spesso utilizzate le corde tendinee artificiali, che hanno confermato degli eccellenti risultati a breve e medio termine.
Da qualche anno la riparazione robotica viene utilizzata in pazienti con problemi alla correzione chirurgica tradizionale.
Sono in corso studi di confronto fra l'anuloplastica mitralica con anello sottodimensionato verso la sostituzione protesica, per l'insufficienza mitralica severa da ischemia miocardica.

### Prognosi
Solitamente, il prolasso della valvola mitrale è una patologia con prognosi benigna. Tuttavia, in alcuni registri la mortalità complessiva è del 15-20% superiore rispetto alla media della popolazione generale.
Ciò che meglio correla con la mortalità sono la gravità del rigurgito mitralico e la ridotta frazione di eiezione, associate all'età.
Per i pazienti operati per mixoma, il rischio di recidiva del rigurgito, evidenziato da ecocardiografia postoperatoria dopo un mese, 5 anni e 8 anni dopo l'intervento, è di circa il 94%, 58% e il 27% rispettivamente. La ragione dell'alto numero di recidive può essere dovuta all'insoddisfacente riparazione chirurgica, dovuta al processo degenerativo della valvola mitrale mixomatosa.

## Prevenzione
Come è stato più volte ripetuto, il prolasso mitralico è molto spesso asintomatico, pertanto le raccomandazioni possono essere distinte in generali e specifiche:
- generali: astensione dal fumo, attenzione all'assunzione di anticoncezionali, poiché in taluni soggetti predisposti da possibile co-presenza di coagulopatia[1] può provocare trombosi, attenzione al peso, praticare regolare attività fisica;
- specifiche: utilizzo della profilassi antibiotica a seconda del rischio di endocardite:
  - elevato in portatori di protesi valvolare cardiaca,
  - moderato in portatori di prolasso mitralico con insufficienza valvolare,
  - basso nei portatori di prolasso senza insufficienza, asintomatici.

In genere è raccomandabile l'utilizzo della profilassi antibiotica nelle cure dentarie, in procedure come broncoscopie e colonscopie, e biopsie.

### Gravidanza
Il prolasso della mitrale si presenta più frequentemente in donne giovani e fertili. Spesso è un'anomalia congenita isolata, ma a volte, come già detto, si associa alla sindrome di Marfan o altra patologia congenita.
Le pazienti con prolasso generalmente non presentano problemi durante la gravidanza: l'aumento relativo delle camere ventricolari durante la gestazione riduce la discrepanza tra la valvola e il ventricolo, cosicché le gravide asintomatiche non richiedono alcun trattamento specifico oltre alla profilassi antibiotica durante il parto, quando l'endocardite batterica può diventare una possibile complicanza.
Nelle pazienti con aritmie, vengono spesso usati i betabloccanti. Raramente, le pazienti gravide si complicano con un'embolia sistemica o polmonare, tanto da dover utilizzare una terapia anticoagulante.
Le pazienti dovranno essere rassicurate sul fatto che questa patologia valvolare è generalmente benigna e saranno seguite con l'ecocardiografia durante tutta la gestazione, ponendo grande attenzione all'eventuale variazione del rigurgito, se presente già prima della gravidanza.

### Prolasso valvolare mitralico negli atleti
Nell'ambito della medicina dello sport, la valutazione degli agonisti con prolasso valvolare mitralico è più un problema medico-legale che clinico, poiché deve essere rilasciata certificazione di idoneità all'attività agonistica.
Alcuni studi con follow-up clinici anche di alcuni anni hanno indicato come la valvulopatia mitralica legata al prolasso sia una cardiopatia sostanzialmente benigna e non influenzi in ambito sportivo le prestazioni atletiche, che possono essere anche di elevato livello. Nonostante ciò si possono associare alcune complicanze, spesso aritmiche, e per tale motivo la concessione dell'idoneità sportiva a soggetti portatori di prolasso valvolare mitralico è subordinata a un preciso protocollo di studio.
Debbono essere considerati portatori di prolasso valvolare a rischio, e quindi esclusi dall'attività agonistica, gli atleti con:
- sincopi[87], familiarità per morte cardiaca improvvisa giovanile[88], sindrome del QT lungo[89][90];
- rigurgito mitralico di grado da moderato a severo[59];
- tachiaritmie sopraventricolari recidivanti o aritmie ventricolari complesse a riposo e/o da sforzo.[91]

La classificazione delle attività sportive in relazione all'impegno del sistema cardiocircolatorio è basata principalmente sull'analisi della frequenza cardiaca e della pressione arteriosa, insieme a tre indici fondamentali: le resistenze periferiche, la gittata cardiaca e il grado di stimolazione adrenergica, legata anche a influenze emozionali durante le gare sportive. Le variazioni di frequenza cardiaca, resistenze periferiche e gittata cardiaca hanno permesso di identificare quattro gruppi: «Gruppo A-B-C» con impegno cardiovascolare ridotto, «Gruppo D» con impegno da medio a elevato.
Nei soggetti con aspetto mixomatoso e ridondante dei lembi valvolari, ma con rigurgito mitralico lieve, potrà essere considerata l'idoneità agonistica per sport del gruppo A e del gruppo B, come la vela e gli sport equestri. Sono consigliati controlli cardiologici semestrali, poiché il prolasso può subire un'alterazione anatomica e funzionale in rapporto al possibile progredire della degenerazione mucoide e alla possibilità di alterazioni e rottura delle corde tendinee.

## Il prolasso mitralico negli animali

Ecocardiografia: flusso retrogrado atriale in cuore canino. Il flusso retrogrado è principalmente rappresentato dal "mosaico di colori" e dal blu.

La valvulopatia mitralica è la patologia acquisita cronica più frequente nei cani, costituendo dal 70% all'80% di tutte le cardiopatie canine.
Con l'avvento dell'ecocardiografia le diagnosi si sono moltiplicate, rispetto alle precedenti tecniche utilizzate come il cateterismo cardiaco e l'angiografia.
La prevalenza è maggiore nei cani di piccola taglia (barboncini, bassotti, chihuahua e meticci) e compare intorno agli 8-11 anni di vita. Alcuni studi hanno evidenziato problemi anche in una razza normalmente fra le non più colpite come il Cavalier King Charles Spaniel.
Recenti studi hanno evidenziato come gli stress meccanici, possano determinare la messa in circolo di alcune sostanze che favoriscono la degenerazione mixomatosa: una di queste sostanze, la serotonina, pare svolga un ruolo primario. Le modalità dell'attivazione neuro-ormonale e il momento in cui questa avviene nel corso della malattia, sono ancora motivi di controversia.
La cardiochirurgia riparativa o sostitutiva della valvola è stata introdotta di recente nella pratica clinica, ma appare promettente e risolutiva al pari di quella umana.
Sono stati riportati dei casi di endocardite batterica in personale medico-veterinario affetto da prolasso mitralico: il germe patogeno sarebbe stato contratto durante la routine lavorativa e secondario a morsi o graffi inusuali.